# Stazione di Pellezzano
Stazione di Pellezzano vasútállomás Olaszországban, Pellezzano településen.

## Vasútvonalak
Az állomást az alábbi vasútvonalak érintik:
- Salerno-Mercato San Severino-vasútvonal

## Kapcsolódó állomások
A vasútállomáshoz az alábbi állomások vannak a legközelebb:
- Stazione di Acquamela
- Stazione di Fratte